# باسانو دل گراپا
باسانو دل گراپا (به ایتالیایی: Bassano del Grappa) یک کومونه در ایتالیا است که در استان ویچنزا واقع شده‌است.

## خصوصیات
باسانو دل گراپا ۴۶ کیلومترمربع مساحت و ۴۲٬۹۴۷ نفر جمعیت دارد و ۱۲۹ متر بالاتر از سطح دریا واقع شده‌است.

## خواهرخوانده
شهرهای لامپدوزا الینوزا، مول‌آکر، ووآرون، استکهلم و بلجرا خواهرخوانده‌های باسانو دل گراپا هستند.